# Cosmia camptostigma
Cosmia camptostigma är en fjärilsart som beskrevs av Ménétriés 1859. Cosmia camptostigma ingår i släktet Cosmia och familjen nattflyn. Inga underarter finns listade i Catalogue of Life.